# Богданов, Юрий Станиславович
Юрий Станиславович Богданов (8 декабря 1920 — 7 декабря 1987) — советский математик, доктор физико-математических наук (1966), профессор (1968). Первый заведующий кафедрой общей математики на математическом факультете Белорусского государственного университета.

## Биография

### Ранние годы. Война
Юрий Станиславович Богданов родился 8 декабря 1920 года в городе Великие Луки в семье служащих. В 1938 году приехал в Ленинград из Сычёвки (Смоленская область), где окончил среднюю школу с аттестатом на «отлично», и поступил в ЛГУ без экзаменов на математико-механический факультет. Занимался научной работой на кафедре математического анализа под руководством Л. В. Канторовича, возглавлял сектор научной работы в комитете комсомола факультета. Изучал немецкий язык в качестве иностранного. В июне 1940 года стал сталинским стипендиатом факультета, однако учёбу прервала война.
Юрий был призван в начале войны рядовым в 10-й студенческий партизанский отряд при 70-м партизанском батальоне Василеостровского района, которым командовал студент философского факультета В. И. Дорофеев и который действовал в тылу врага в Волосовском районе Ленинградской области. Участник Гатчинской операции на Глумицком болоте. В начале сентября 1941 года находился на отдельном задании, когда на лагерь 4 числа напали немецкие каратели (6 из 8 отрядов были на заданиях). После боя преподаватель-геоботаник И. Х. Блюменталь вывел часть отряда к станции Капралово, откуда они прибыли в Ленинград: из 257 человек уцелело 170. Когда Богданов вернулся с задания, то в лагере никого не было, а позже его захватили в плен фашисты и выстрелили в него. Юрий выжил после ранения в голову, долго укрывался у местных жителей, но при попытке перейти заминированную зону был ранен и контужен. В марте 1942 года его вывезли на принудительные работы в Германию, где он попадал неоднократно в тюрьмы и больницы.
Долгое время Юрий находился на принудительной работе, пока его не перевезли в Йену, где он был тяжело ранен и попал в госпиталь, откуда выбрался. За время заключения создал антифашистскую группу из заключённых, куда входили военнопленные и угнанные на принудительные работы гражданские лица. В начале 1945 года вышел в расположение штаба одной из сухопутных армий США и стал разведчиком при ней. По собственным воспоминаниям, в одном из городов Юрий поднял на ратуше самодельный красный флаг, чем вызвал переполох в штабе американцев. После взятия Йены произведён в лейтенанты Армии США и назначен комендантом города Йены: из-за контузии носил не каску, а пилотку, что имел право делать только Дуайт Эйзенхауэр из высокопоставленных лиц.

### Послевоенные годы. Репрессии
В августе 1945 года Юрий вернулся на родину: по его воспоминаниям, за годы войны и плена он получил 9 ранений (включая ранение в голову). Многие из его однокурсников с матмеха, служившие в партизанском отряде, погибли (Мишенко Н. П., Башилов Г. А., Вольпе Л. А.). Осенью 1945 года восстановлен в ЛГУ и переведён на 4-й курс, где написал работу «О нормальных системах Ляпунова», которую опубликовали в Докладах Академии наук СССР 1947 года; получал стипендию имени П. Чебышева. О работе высоко высказывался его преподаватель Николай Павлович Еругин, командовавший артиллерийском взводом на Ленинградском фронте и участвовавший в 150 ближних боях, который в шутку отметил, что Юрий написал докторскую работу раньше времени.
29 апреля 1947 года Богданов был арестован по ложному обвинению в «преступных связях с американскими разведывательными органами» (статья 117 УПК РСФСР и статья 58-1 «б» УК РСФСР), а именно в попытке установления связей с рядом научно-промышленных предприятий Ленинграда с целью получения шпионской информации. В марте 1948 года решением военного трибунала приговорён к 25 годам ИТЛ с поражением в правах на 5 лет: оправдания не мог добиться даже Еругин. Наказание Юрий отбывал в лагере Потьма (Мордовская АССР) на лесоповале, но условия были облегчённые: там были многие репрессированные представители интеллигенции, и им давали право на свидание (так, Юрия встречали жена Марина Павловна и дочь Маша). В годы заключения Богданов опубликовал рукописную книгу «Правильные системы», рукопись поступила в МГУ и Ленинградском отделении Математического института имени В. А. Стеклова при Академии наук СССР (ЛОМИ). Работу Богданова отправили на отзыв В.И.Смирнову, который в отзыве написал, что Богданов заслуживает степени кандидата физико-математических наук. На самодельном титульном листе одной из работ, отправленной из лагеря в 1949 году, было указано напротив имени Богданова сокращение «к. ф.-м. н.», что означало, что Богданов получил отзыв от Смирнова.
Считается, что Богданов опубликовал не менее 24 работ: так, 24-й шла рукопись «Определение характеристических чисел правильной системы линейных дифференциальных уравнений» (от 18 апреля 1951 года). За время заключения он обозначал, что отказывается от авторских прав «в пользу математико-механического факультета Ленинградского ордена Ленина университета им. Жданова». В апреле 1955 года Военная коллегия Верховного Суда СССР отменила приговор и отправила дело на повторное расследование с первоначальной стадии, но 24 декабря уголовное дело в отношении Богданова было окончательно прекращено, и он был освобождён, но не реабилитирован, хотя все доказательства виновности Богданова оказались лжесвидетельствами, сфабрикованными под физическим и психологическим воздействием. Вплоть до освобождения мужа Марина Павловна приезжала к В.И.Смирнову и сообщала все новости о Юрии.

### Научная работа в БГУ
В 1955 году в Докладах АН СССР была опубликована статья Богданова «К теории дифференциальных уравнений». Ему восстановили ленинградскую прописку и в марте 1956 года приняли на должность старшего лаборанта в ЛОМИ, директором которого был Еругин. Богданов подал заявление о допуске к государственным экзаменам и защите дипломной работы, но получил отказ ректора в связи с тем, что не был реабилитирован. Позже вернувшийся из командировки А.Д.Александров отменил резолюцию и допустил Богданова к экзаменам и защите работы, которую тот блестяще провёл. После выпуска, опубликовав ещё две статьи в центральных журналах, в июле того же года принял участие в работе Второго Всесоюзного математического съезда в Москве. Работу начал в ЛОМИ младшим лаборантом в отделе дифференциальных уравнений под руководством Н. П. Еругина, составив всю полную картотеку оригинальных научных статей по дифференциальным уравнением за минувший век.
В ноябре 1958 года Богданов переехал с Еругиным в Минск с семьёй, где преподавал в БГУ сначала на кафедре дифференциальных уравнений до 1964 года, а позже заведовал кафедрами общей математики (1964—1968), высшей математики и математической физики (1968—1973) и высшей математики (1971—1982). Вёл методическую деятельность в советах при Минвузе СССР и Минвузе БССР. В 1960 году был опубликован автореферат на кандидатскую диссертацию, к написанию и защите которой Богданова стимулировали профессор Н. П. Еругин и его коллега А. Ф. Андреев (защищена в том же году на объединенном Совете институтов физико-математических и технических наук ) — ещё раньше на Учёном совете ректор БГУ А.Н.Севченко предлагал присудить звание кандидата наук без защиты Богданову за вклад в математику, однако предложение было заблокировано. С 1965 года был бессменным руководителем Республиканского семинара по обыкновенным дифференциальным уравнениям, через год в Ленинградском университете защитил докторскую диссертацию «Исследование дифференциальных систем с помощью обобщенных характеристичных чисел», первым официальным оппонентом по которой был В. И. Смирнов, читавший работы Богданова и писавший ходатайства в НКВД (диплом вручён 20 мая 1967 года). Доцент (14 ноября 1962), профессор по кафедре общей математики (26 января 1968), профессор кафедры высшей математики (1982). Богданова дважды выдвигали в члены-корреспонденты АН БССР, однако из-за отсутствия реабилитации не попадал.
Богданов занимался методическим обеспечением математических дисциплин и решал вопросы преподавания, возглавляя семинары для преподавателей. Занимал должности редактора журнала «Вестник Белорусского университета», постоянного члена рабочей группы редакции Всесоюзного журнала «Дифференциальные уравнения»; читал лекции в университетах Белорусской, Молдавской, Узбекской ССР и прибалтийских республиках. Был руководителем Республиканского методического объединения математиков, членом президиума и секции университетов и пединститутов научно-методического Совета по математике при Учебно-методическом управлении Минвуза СССР, заместителем председателя секции математики научно-технического Совета Минвуза БССР. Организатор математической олимпиады в БССР, инициатор командировки студентов в другие университеты. Подготовил 40 кандидатов наук (в том числе пять докторов наук) и одного члена-корреспондента АН БССР (Н.А.Изобов). Автор 103 научных работ, монографии и семи учебных пособий по дифференциальным уравнениям и математическому анализу. Владел английским, немецким и французским языками, читал литературу на многих языках. Отмечен Почётными грамотами Минвуза СССР, Минвуза БССР и БГУ, награждён знаком «Отличник просвещения БССР», благодарственной Грамотой Всесоюзного общества «Знание». Всего в БГУ проработал формально с 1 сентября 1958 года по 1 декабря 1987 года.
Скончался 7 декабря 1987 года. 6 февраля 1989 года посмертно полностью реабилитирован за отсутствием состава преступления. Ежегодно в память о Богданове кафедрой высшей математики факультета прикладной математики и информатики БГУ проводятся ежегодно «Богдановские чтения». В 2001 году посмертно выпущена его монография «Исследование дифференциальных систем с помощью обобщенных характеристических чисел» на основании докторской диссертации.

## Научный вклад
Ю.С.Богданов внёс за время работы в БГУ большой вклад в становление и развитие белорусской школы теории дифференциальных уравнений. Основные работы — по качественной теории дифференциальных уравнений и методах преподавания математики, развивал теорию исследования систем дифференциальных уравнений с помощью обобщенных характеристических чисел (тема его докторской работы) и внёс вклад в развитие современной асимптотической теории обыкновенных дифференциальных уравнений. В частности, вклад Богданова оценивается следующими открытиями и доказательствами следующих утверждений в дифференциальном анализе:
- абстрактная теория норм Ляпунова
- критерий Басова–Гробмана–Богданова правильности линейных систем
- решение задача о существовании аппроксимирующей последовательности для правильных систем
- доказательство асимптотической эквивалентность линейных систем кусочно-постоянным системам, коэффициенты которых принимают лишь 2 значения
- аналоги преобразований Ляпунова и характеристических показателей для нелинейных систем (vd-преобразования и vd-числа)
- признаки отсутствия замкнутых траекторий у двумерных систем в заданной области плоскости
- множество периодов семейства циклов, охватывающих друг друга
- метод нахождения периодических решений систем дифференциальных уравнений
- множество всех решений дифференциального уравнения, содержащего лишь производную искомой функции

## Некоторые учебные пособия
- Лекции по математическому анализу / Ю.С. Богданов. – Минск: Изд-во БГУ, 1974. – Часть 1. – 176 с.; 1978. – Часть 2. – 184 с.
- Лекции по дифференциальным уравнениям / Ю.С. Богданов. – Минск: Вышэйшая школа, 1977. – 240 с.
- Дифференциальные уравнения / Ю.С. Богданов, Ю.Б. Сыроид – Минск: Вышэйшая школа, 1983. – 239 с.
- Исследование дифференциальных систем с помощью обобщенных характеристических чисел / Ю.С. Богданов. – Минск: БГУ, 2001. – 155 с.